# Garsenda de Sabran
Garsenda o Garsende (II) de Sabran (ca. 1180-ca. 1242) fue la condesa consorte de Provenza como esposa de Alfonso II desde 1193 y la Condesa de Forcalquier por derecho propio desde 1209. Llevó Forcalquier a la Casa de Aragón-Barcelona y lo unió a Provenza. También era patrona de la literatura occitana, especialmente a los trovadores, y ella misma escribió algo de poesía lírica y se cuenta entre las trobairitz como Garsenda de Proensa o Proença. Era, en palabras de su más reciente editor, «una de las más poderosas mujeres en la historia de Occitania».

## Primeros años y matrimonio
Garsenda era hija de Rainou de Sabran, señor de Caylar y Ansouis, y Garsenda de Forcalquier, hija de Guillermo IV de Forcalquier. La llamaron así por su madre, que era la heredera de Guillermo IV, pero premurió. Garsenda por lo tanto heredó Forcalquier de su abuelo. Sólo tenía trece años de edad cuando, en 1193, su abuelo Guillermo IV y Alfonso II firmaron el tratado de Aix por el que Garsenda heredaría el condado de Guillermo y se casaría con Alfonso, quien estaba en línea sucesoria para convertirse en conde de Provenza. El matrimonio se celebró en Aix-en-Provence en julio de 1193. El matrimonio tuvo dos hijos:
- Ramón Berenguer, sucesor de su padre con el nombre de Ramón Berenguer V,
- Garsenda, casada con el vizconde Guillermo II de Bearne.

## Regencia
En 1209 murieron tanto Guillermo IV como Alfonso y Garsenda se convirtió en la guardiana natural de su hijo y heredero, Raimundo Berenguer. Inicialmente su cuñado, Pedro II de Aragón, nombró como regente de Provenza a su tío Sancho, pero cuando Pedro murió en 1213 Sancho se convirtió en regente de Aragón y pasó Provenza y Forcalquier a su hijo Nuño Sánchez. Estalló la disensión entre los catalanes y los partidarios de la condesa, quienes acusaban a Nuño de intentar suplantar a su sobrino en el condado. La aristocracia provenzal al principio se aprovechó de la situación para sus propios fines ambiciosos, pero al final se alinearon con Garsenda y quitaron a Nuño, quien regresó a Cataluña. La regencia pasó a Garsenda y a un consejo de regencia que se estableció, formado por nobles nativos.

## Actividad literaria
Fue probablemente cuando desempeñó el cargo de regente (1209/1213-1217/1220) que Garsenda se convirtió en el centro de un círculo literario de poetas, aunque la vida de Elías de Barjols se refiere a que el patrón era Alfonso. Hay un tensón entre una bona dompna (buena dama), identificada en un cancionero como la contessa de Proessa, y un trovador anónimo. Las dos coblas del intercambio se encuentran en dos órdenes diferentes en los dos cancioneros, llamados F y T, que las conservan. No se sabe por lo tanto quien habló primero, pero la mitad de la mujer comienza con Vos q'em semblatz dels corals amadors. En el poema la condesa declara su amor por su interlocutor, quien entonces responde cortésmente pero con cuidado. Algunos creen que el trovador es Gui de Cavaillon, cuya vida repite el rumor (probablemente infundado) de que él era el amante de la condesa. Gui, sin embargo, estaba en la corte provenzal entre 1200 y 1209, lo que empujaría la fecha del intercambio más adelante. Elias de Barjols aparentemente "se enamoró" de ella cuando era viuda y escribió canciones sobre ella "durante el resto de su vida" hasta que él entró en un monasterio. Raimon Vidal también alabó su renovado mecenazgo de trovadores.

## Retiro y vida posterior

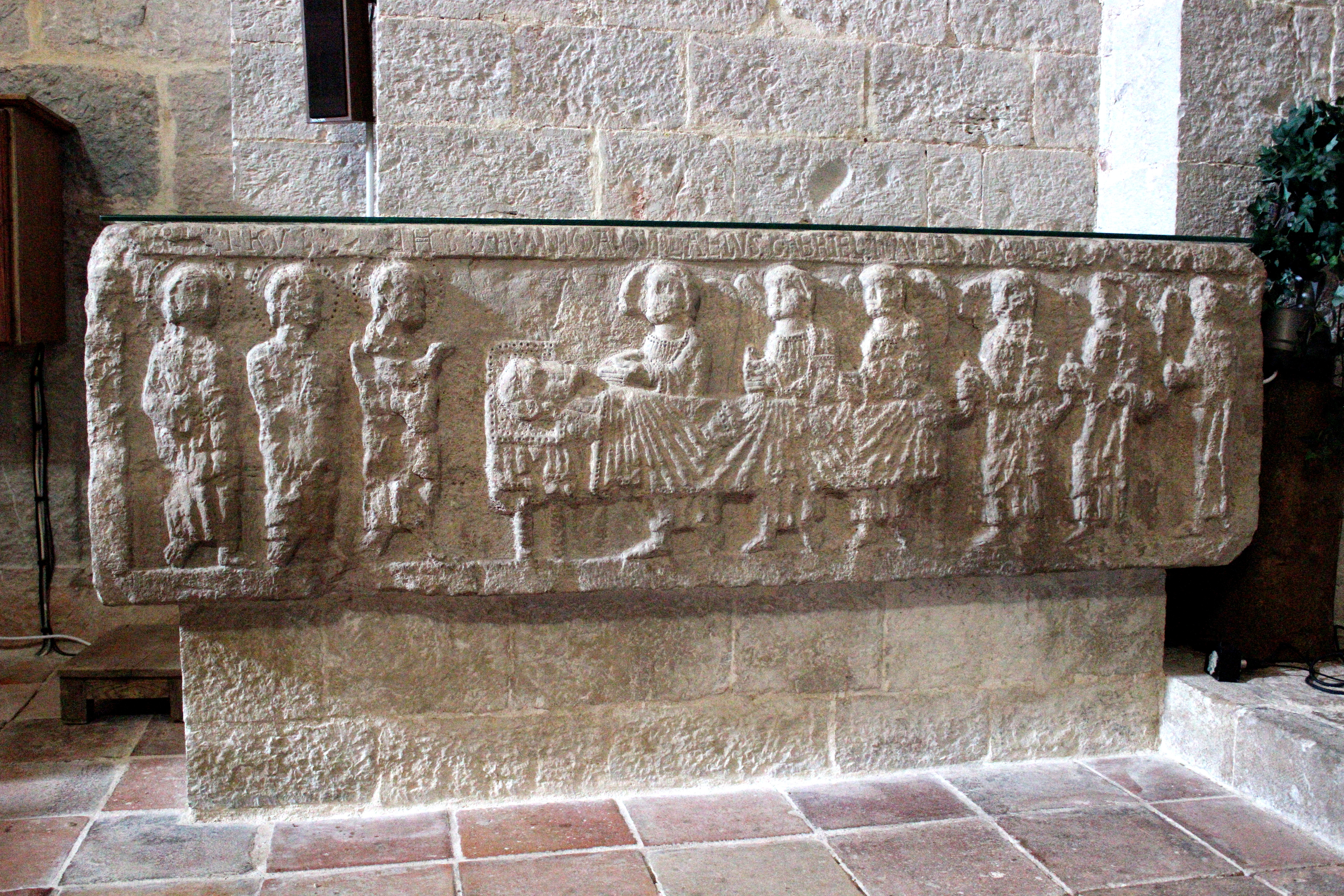
Sarcófago conocido como la tumba de Gersende de Sabran,
Aabadía de La Celle, departamento de Var, Francia.

En 1220 Guillaume de Sabran, un sobrino de Guillermo IV, quien reclamó Forcalquier y se rebeló en la región de Sisteron, fue neutralizado en parte a través de la mediación del arzobispo de Aix, Bermond le Cornu. Para 1217 o 1220 Garsenda había cedido finalmente Forcalquier a su hijo y entregó las riendas del gobierno, retirándose al monasterio de La Celle en 1222 o 1225.
Garsenda pudo estar viva en fecha tan tardía como 1257, cuando cierta mujer de ese nombre hizo una donación a la iglesia de St-Jean en la condición de que tres sacerdotes se dedicaran a rezar por su alma y la de su marido.